# Francis Townsend
Pour les articles homonymes, voir Townsend.
Le docteur Francis Everett Townsend (13 janvier 1867 - 1er septembre 1960) est un médecin américain qui est connu pour avoir émis, pendant la Grande Dépression, une proposition relative à l'attribution d'une pension publique minimale aux personnes âgées.  Le Townsend Plan influença l'administration Roosevelt lors de l'établissement de la Sécurité sociale américaine.